# 用戶指令碼
用戶腳本（英語：Userscript）是一种程序，通常用JavaScript编写，可用于修改网页代碼以增强用戶的浏览體驗。具體用途有添加網頁的快捷按钮，控制視頻播放速度以及为网站添加其他功能。在Firefox瀏覽器等桌面浏览器上，Userscript是通过瀏覽器擴充功能中的脚本管理器（例如Greasemonkey）启用的。在维基百科上，注册用户也可以启用用户脚本功能，他们可以安装用户脚本以增强他們编辑和瀏覽维基百科的體驗。